# تسووینار وارطانیان
تسووینار گئورگی وارطانیان (ارمنی: Ծովինար Գեւորգի Վարդանյան؛ انگلیسی: Tsovinar Vardanyan؛ زادهٔ ۸ سپتامبر ۱۹۸۰) سیاست‌مدار و اقتصاددان اهل ارمنستان است که از تاریخ ۲۰۱۹ تا ۲۰۲۱ نمایندگی دوره هفتم مجلس ملی جمهوری ارمنستان را برعهده دارد.

## زندگی‌نامه
وی در ۸ سپتامبر ۱۹۸۰ در ایروان به دنیا آمد و از دانشگاه دولتی ایروان فارغ‌التحصیل گشت.  وی متاهل و صاحب یک فرزند است.